# Weichai Power
Weichai Power Company Limited (Weichai Power) — китайська державна компанія, що спеціалізується на дослідженнях, розробках, виробництві і продажі дизельних двигунів для вантажних автомобілів, автобусів, будівельної техніки, суден і генераторів. Компанія також виробляє автонавантажувачі та автомобільні запчастини для недизельних двигунів.
Компанія заснована в 1946 році заводом дизельних двигунів Вейфан (Weifang Diesel Engine Factory) спільно з вітчизняними та іноземними інвесторами. Weichai Power є частиною групи компаній Auto Parts Manufacturing Group, що є однією з найбільших промислових сил в Китаї. У 2008 році займала 106 місце в рейтингу ТОП 500 компаній Китаю, 46-е місце в рейтингу ТОП 100 промислових підприємств Китаю і 10-е місце в рейтингу ТОП 500 компаній машинобудівної галузі Китаю.